# Vrbnica (Malo Crniće)
Pour les articles homonymes, voir Vrbnica.
Vrbnica (en serbe cyrillique : Врбница) est un village de Serbie situé dans la municipalité de Malo Crniće, district de Braničevo. Au recensement de 2011, il comptait 379 habitants.

## Démographie

### Évolution historique de la population
| 1948 | 1953 | 1961 | 1971 | 1981 | 1991 | 2002 | 2011 |
| ---- | ---- | ---- | ---- | ---- | ---- | ---- | ---- |
| 996  | 997  | 946  | 911  | 853  | 779  | 462  | 379  |

|  |